# Пелецифора шишковидная
Пелецифора шишковидная (лат. Pelecyphora strobiliformis) — вид кактусов рода Пелецифора. Местные названия — Pinecone cactus, Peyote. Шаровидные кактусы со слегка сплющенными стеблями. Их диаметр — 4-6 см. Килевидные туберкулы имеют треугольные очертания и немного перекрывают друг друга. Длина туберкул — 8-12 мм, ширина — 7-12 мм. Иголок 7-14, они белые, длиной до 5 мм и расположены на вершине туберкулы. Диаметр цветков — 1,5-3 см. Ареал — пустыня Чиуауа, районы Сан-Луис-Потоси и Тамаулипас (Мексика). Представители вида встречаются на высотах до 1600 м над уровнем моря.